# Tinkering with Trouble
Tinkering with Trouble é um filme mudo em curta-metragem norte-americano de 1915, do gênero comédia, estrelado por Harold Lloyd.

## Elenco

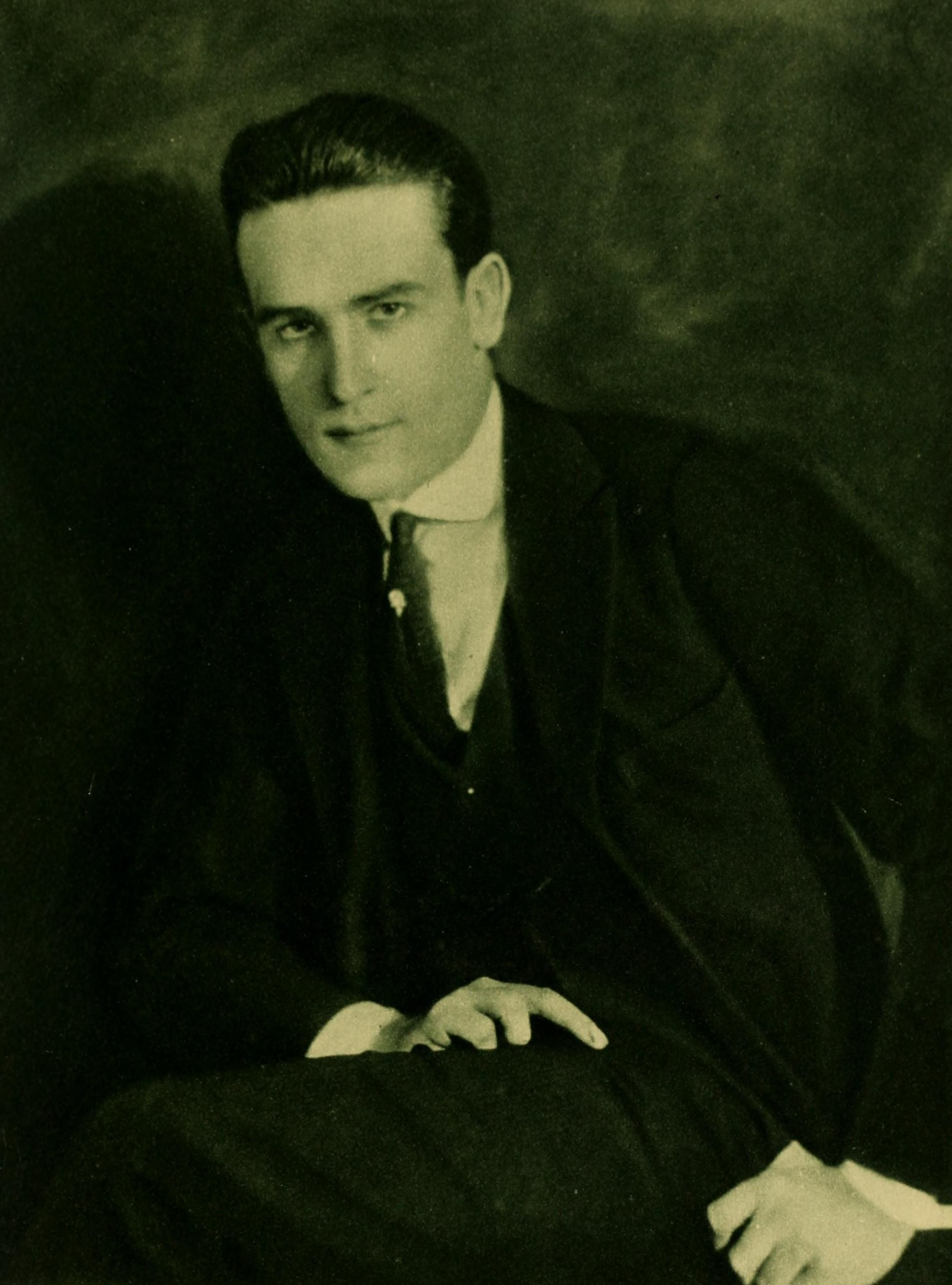
Harold Lloyd

- Harold Lloyd - Lonesome Luke conhecido como Easy Otis
- Snub Pollard - (como Harry Pollard)
- Gene Marsh
- Bebe Daniels